# کوبیرنگتسه
کوبیرنگتسه (به لهستانی:  Kobiernice) یک روستا در لهستان است که در گمینا پورانبکا واقع شده‌است.
 کوبیرنگتسه  ۳٬۳۴۵ نفر جمعیت دارد.